# Angel of Mine
Az Angel of Mine Monica amerikai énekesnő harmadik kislemeze második, The Boy Is Mine című stúdióalbumáról. Az Eternal brit lányegyüttes azonos című dalának feldolgozása.

## Fogadtatása
A dal az Egyesült Államokban Monica feldolgozásában vált ismertté. Az énekesnő egyik legnagyobb slágere lett, ez a harmadik listavezető dala a Billboard Hot 100 slágerlistán, ahol ez Monica ötödik top 10 slágere. Az első helyről Britney Spears debütáló számát, a …Baby One More Time-ot szorította le, az Angel of Mine-ot pedig Cher Believe-je váltotta az első helyen. A Hot 100 lista 1999 év végi listáján a 3. helyre került. A Hot R&B/Hip-Hop Singles & Tracks slágerlistán a 2. helyig jutott. Az USA-ban platinalemez.
A dal videóklipjét Diane Martel rendezte.

## Számlista
CD kislemez
1. Angel of Mine (Album version)
2. The First Night (So So Def Remix)

CD maxi kislemez (Ausztrália)
1. Angel of Mine (Album version) – 4:10
2. The First Night (Razor-N-Guido Club Mix Radio Edit) – 4:37
3. Don’t Take It Personal (Just One of Dem Days) – 3:50

## Helyezések
| Slágerlista (1999)                    | Legmagasabb helyezés |
| ------------------------------------- | -------------------- |
| USA Billboard Hot 100                 | 1                    |
| USA Billboard Hot R&B/Hip-Hop Singles | 2                    |
| USA Billboard Adult Contemporary      | 6                    |
| Ausztrál ARIA kislemezlista           | 12                   |
| Brit kislemezlista                    | 55                   |
| Kanadai kislemezlista                 | 10                   |
| Új-zélandi kislemezlista              | 36                   |
| Nemzetközi egyesített slágerlista     | 10                   |